# Adenoclineae
Adenoclineae es una tribu de la subfamilia Crotonoideae, perteneciente la familia Euphorbiaceae. Comprende 2 subtribus y 6 géneros.
Subtribu Adenoclininae

- Adenocline
- Ditta
- Glycydendron
- Klaineanthus
- Omphalea
- Tetrorchidium

Subtribu Endosperminae

- Endospermum

Según NCBI
- Adenocline, Ditrysinia, Ditta, Endospermum, Glycydendron, Klaineanthus, Tetrorchidium